# Penetriertes System
Ein penetriertes System ist nach der Definition von James N. Rosenau ein Staat oder staatliches Gebilde, dessen Gesellschaft von einer anderen Gesellschaft so durchdrungen ist, dass es die Ziele der anderen Gesellschaft übernimmt.
Beispiele sind besetzte Gebiete, die von der Besatzungsmacht bestimmt werden, aber auch abhängige Staaten. In diesem Sinne bezeichnete Wolfram Hanrieder die Bundesrepublik noch nach Erlangung der offiziellen Souveränität 1955 als ein von den USA penetriertes System. Auch gilt Entsprechendes für die DDR gegenüber der Sowjetunion. Dabei dienten in diesen beiden Fällen die NATO und der Warschauer Pakt im Anschluss an die Besatzungszeit als Instrumente der politischen und militärischen Durchdringung und Kontrolle. 